# Jonas Larsson (konstnär)
Jonas Kristofer Larsson, född 4 januari 1916 i Hoting i Västernorrlands län, död 12 oktober 1996 i Långsele, var en svensk maratonlöpare och målare.
Han var son till snickaren Anders Wallentin Larsson och Kristina Henrietta Nilsson och från 1952 gift med Karin Härström. Larsson studerade vid Berggrens målarskola i Stockholm 1944 och vid Académie Libre 1945. Separat ställde han ut i Sollefteå och Älvsbyn och han medverkade i samlingsutställningar arrangerade av Ångermanlands konstförbund och Lidköpings konstförening. Hans konst består av stilleben och figurer.